# Islandija na Pesmi Evrovizije
Islandija je na Pesmi Evrovizije prvič nastopila leta 1986. Izbora se ni udeležila le v letih 1998 in 2002, in sicer je bila po tedanjih pravilih ti dve leti izločena zaradi slabih rezultatov iz poprejšnjih izborov. Islandija doslej še nima evrovizijske zmage; zmagi je bila najbliže islandska predstavnica Selma Björnsdóttir, ki je leta 1999 mestoma celo vodila, nato pa jo je premagala švedska izvajalka Charlotte Nilsson. Leta 2009 je Islandija ponovno zasedla drugo mesto; njihovo predstavnico Johanno je s sicer z znatno prednostjo premagal le Norvežan Alexander Rybak.
Islandija je dvakrat zasedla zadnje mesto − leta 1989, ko ni prejela nobene točke, in leta 2001 z le tremi točkmi. 
Državo je trikrat zastopala Sigríður Beinteinsdóttir (1990, 1992 in 1994), Eiríkur Hauksson pa dvakrat. Tudi Selma Björnsdóttir je dvakrat predstavljala Isladijo; leta 1986 kot član skupine in 2007 kot samostojni izvajalec.

## Islandski predstavniki
| Leto | Izvajalec            | Pesem                   | Finale               | Točke                | Polfinale            | Točke                |
| ---- | -------------------- | ----------------------- | -------------------- | -------------------- | -------------------- | -------------------- |
| 1986 | ICY                  | »Gleðibankinn«          | 16.                  | 19                   | Ni bilo polfinalov   | Ni bilo polfinalov   |
| 1987 | Halla Margrét        | »Hægt og hljótt«        | 16.                  | 28                   | Ni bilo polfinalov   | Ni bilo polfinalov   |
| 1988 | Beathoven            | »Þú og þeir (Sókrates)« | 16.                  | 20                   | Ni bilo polfinalov   | Ni bilo polfinalov   |
| 1989 | Daníel Ágúst         | »Það sem enginn sér«    | 22.                  | 0                    | Ni bilo polfinalov   | Ni bilo polfinalov   |
| 1990 | Stjórnin             | »Eitt lag enn«          | 4.                   | 124                  | Ni bilo polfinalov   | Ni bilo polfinalov   |
| 1991 | Stefán & Eyfi        | »Draumur um Nínu«       | 15.                  | 26                   | Ni bilo polfinalov   | Ni bilo polfinalov   |
| 1992 | Heart 2 Heart        | »Nei eða já«            | 7.                   | 80                   | Ni bilo polfinalov   | Ni bilo polfinalov   |
| 1993 | Inga                 | »Þá veistu svarið«      | 13.                  | 42                   | Ni bilo polfinalov   | Ni bilo polfinalov   |
| 1994 | Sigga                | »Nætur«                 | 12.                  | 49                   | Ni bilo polfinalov   | Ni bilo polfinalov   |
| 1995 | Bo Halldórsson       | »Núna«                  | 15.                  | 31                   | Ni bilo polfinalov   | Ni bilo polfinalov   |
| 1996 | Anna Mjöll           | »Sjúbídú«               | 13.                  | 51                   | Ni bilo polfinalov   | Ni bilo polfinalov   |
| 1997 | Paul Oscar           | »Minn hinsti dans«      | 20.                  | 18                   | Ni bilo polfinalov   | Ni bilo polfinalov   |
| 1999 | Selma                | »All Out of Luck«       | 2.                   | 146                  | Ni bilo polfinalov   | Ni bilo polfinalov   |
| 2000 | August & Telma       | »Tell Me!«              | 12.                  | 45                   | Ni bilo polfinalov   | Ni bilo polfinalov   |
| 2001 | Two Tricky           | »Angel«                 | 23.                  | 3                    | Ni bilo polfinalov   | Ni bilo polfinalov   |
| 2003 | Birgitta (Haukdal)   | »Open Your Heart«       | 8.                   | 81                   | Ni bilo polfinalov   | Ni bilo polfinalov   |
| 2004 | Jónsi                | »Heaven«                | 19.                  | 16                   | Neposredno v finalu  | Neposredno v finalu  |
| 2005 | Selma                | »If I Had Your Love«    | Brez finala          | Brez finala          | 16.                  | 52                   |
| 2006 | Silvia Night         | »Congratulations«       | Brez finala          | Brez finala          | 13.                  | 62                   |
| 2007 | Eiríkur Hauksson     | »Valentine Lost«        | Brez finala          | Brez finala          | 13.                  | 77                   |
| 2008 | Euroband             | »This Is My Life«       | 14.                  | 64                   | 8.                   | 68                   |
| 2009 | Yohanna              | »Is It True?«           | 2.                   | 218                  | 1.                   | 174                  |
| 2010 | Hera Björk           | »Je ne sais quoi«       | 19.                  | 41                   | 3.                   | 123                  |
| 2011 | Sjonni's Friends     | »Coming Home«           | 20.                  | 61                   | 4.                   | 100                  |
| 2012 | Greta Salóme & Jónsi | »Never Forget«          | 20.                  | 46                   | 8.                   | 75                   |
| 2013 | Eythor Ingi          | »Ég á líf«              | 17.                  | 47                   | 6.                   | 72                   |
| 2014 | Pollapönk            | »No Prejudice«          | 15.                  | 58                   | 8.                   | 61                   |
| 2015 | María Ólafsdóttir    | »Unbroken«              | Brez finala          | Brez finala          | 15.                  | 14                   |
| 2016 | Greta Salóme         | »Hear Them Calling«     | Brez finala          | Brez finala          | 14.                  | 51                   |
| 2017 | Svala                | »Paper«                 | Brez finala          | Brez finala          | 15.                  | 60                   |
| 2018 | Ari Ólafsson         | »Our Choice«            | Brez finala          | Brez finala          | 19.                  | 15                   |
| 2019 | Hatari               | »Hatrið mun sigra«      | 10.                  | 232                  | 3.                   | 221                  |
| 2020 | Daði og Gagnamagniđ  | »Think About Things«    | (festival odpovedan) | (festival odpovedan) | (festival odpovedan) | (festival odpovedan) |
| 2021 | Daði og Gagnamagniđ  | »10 Years«              | 4.                   | 378                  | 2.                   | 228                  |
| 2022 | Systur               | »Með hækkandi sól«      | 23.                  | 20                   | 10.                  | 103                  |
| 2023 | Diljá                | »Power«                 | Brez finala          | Brez finala          | 11.                  | 44                   |
| 2024 | Hera Björk           | »Scared of Heights«     | Brez finala          | Brez finala          | 15.                  | 3                    |
| 2025 | Væb                  | »Róa«                   | 25.                  | 33                   | 6.                   | 97                   |

### Avtorske ekipe
| Leto | Pesem                 | Avtor glasbe                                                                | Avtor besedila                                                                         |
| ---- | --------------------- | --------------------------------------------------------------------------- | -------------------------------------------------------------------------------------- |
| 1986 | Gleðibankinn          | Magnús Eiríksson                                                            | Magnús Eiríksson                                                                       |
| 1987 | Hægt og hljótt        | Valgeir Guðjónsson                                                          | Valgeir Guðjónsson                                                                     |
| 1988 | Þú og þeir (Sókrates) | Sverrir Stormsker                                                           | Sverrir Stormsker                                                                      |
| 1989 | Það sem enginn sér    | Valgeir Guðjónsson                                                          | Valgeir Guðjónsson                                                                     |
| 1990 | Eitt lag enn          | Hörður G. Ólafsson                                                          | Aðalsteinn Ásberg Sigurðsson                                                           |
| 1991 | Draumur um Nínu       | Eyjólfur Kristjánsson                                                       | Eyjólfur Kristjánsson                                                                  |
| 1992 | Nei eða já            | Friðrik Karlsson, Grétar Örvarsson                                          | Stefán Hilmarsson                                                                      |
| 1993 | Þá veistu svarið      | Jon Kjell Seljeseth                                                         | Friðrik Sturluson                                                                      |
| 1994 | Nætur                 | Friðrik Karlsson                                                            | Stefán Hilmarsson                                                                      |
| 1995 | Núna                  | Björgvin 'Bo' Halldórsson, Ed Welch                                         | Jón Örn Marinósson                                                                     |
| 1996 | Sjúbídú               | Anna Mjöll Ólafsdóttir, Ólafur Gaukur Þórhallsson                           | Anna Mjöll Ólafsdóttir, Ólafur Gaukur Þórhallsson                                      |
| 1997 | Minn hinsti dans      | Páll Óskar Hjálmtýsson, Trausti Haraldsson                                  | Páll Óskar Hjálmtýsson                                                                 |
| 1999 | All Out of Luck       | Selma Björnsdóttir, Sveinbjörn I. Baldvinsson, Þorvaldur Bjarni Þorvaldsson | Þorvaldur Bjarni Þorvaldsson                                                           |
| 2000 | Tell Me!              | Örlygur Smári                                                               | Örlygur Smári, Sigurður Örn Jónsson                                                    |
| 2001 | Angel                 | Einar Bárðarson, Magnús Þór Sigmundsson                                     | Einar Bárðarson                                                                        |
| 2003 | Open Your Heart       | Hallgrímur Óskarsson, Birgitta Haukdal Brynjarsdóttir                       | Hallgrímur Óskarsson                                                                   |
| 2004 | Heaven                | Sveinn Rúnar Sigurðsson                                                     | Magnús Þór Sigmundsson                                                                 |
| 2005 | If I Had Your Love    | Þorvaldur Bjarni Þorvaldsson, Vignir 'Viggi' Snær Vigfússon                 | Selma Björnsdóttir, Linda Thompson                                                     |
| 2006 | Congratulations       | Þorvaldur Bjarni Þorvaldsson                                                | Silvia Night                                                                           |
| 2007 | Valentine Lost        | Sveinn Rúnar Sigurðsson                                                     | Peter Fenner                                                                           |
| 2008 | This Is My Life       | Örlygur Smári                                                               | Paul Oscar, Peter Fenner                                                               |
| 2009 | Is It True            | Óskar Páll Sveinsson, Chris Neil, Tinatin                                   | Óskar Páll Sveinsson, Chris Neil, Tinatin                                              |
| 2010 | Je ne sais quoi       | Örlygur Smári, Hera Björk Þórhallsdóttir                                    | Örlygur Smári, Hera Björk Þórhallsdóttir                                               |
| 2011 | Coming Home           | Sigurjón Brink                                                              | Þórunn Erna Clausen                                                                    |
| 2012 | Never Forget          | Greta Salóme Stefánsdóttir                                                  | Greta Salóme Stefánsdóttir                                                             |
| 2013 | Ég á líf              | Örlygur Smári, Pétur Örn Guðmundsson                                        | Örlygur Smári, Pétur Örn Guðmundsson                                                   |
| 2014 | No Prejudice          | Heiðar Örn Kristjánsson                                                     | Heiðar Örn Kristjánsson, Haraldur Freyr Gíslason, John Grant                           |
| 2015 | Unbroken              | Ásgeir Orri Ásgeirsson, Pálmi Ragnar Ásgeirsson, Sæþór Kristjánsson         | Ásgeir Orri Ásgeirsson, Pálmi Ragnar Ásgeirsson, Sæþór Kristjánsson, María Ólafsdóttir |
| 2016 | Hear Them Calling     | Greta Salóme Stefánsdóttir                                                  | Greta Salóme Stefánsdóttir                                                             |
| 2017 | Paper                 | Svala Bjorgvinsdottir, Einar Egilsson, Lester Mendez, Lily Elise            | Svala Bjorgvinsdottir, Lily Elise                                                      |
| 2018 | Our Choice            | Thorunn Clausen                                                             | Thorunn Clausen                                                                        |
| 2019 | Hatriđ mun sigra      | Hatari                                                                      | Hatari                                                                                 |
| 2020 | Think About Things    | Dađi Freyr Pėtursson                                                        | Dađi Freyr Pėtursson                                                                   |
| 2021 | 10 years              | Dađi Freyr Pėtursson                                                        | Dađi Freyr Pėtursson                                                                   |
| 2022 | Međ Hækkandi Sól      | Lovisa Elisabet Sigrunardottir                                              | Lovisa Elisabet Sigrunardottir                                                         |
| 2023 | Power                 |                                                                             |                                                                                        |